# 波克加馬 (明尼蘇達州)
波克加馬（英語：Pokegama）是位於美國明尼蘇達州派恩縣波克加馬鎮區的一個非建制地區。

## 地理
波克加馬所處的海拔為高於海平面284米（即932英呎），而該地所採用的時區為UTC-6，即北美中部時區（CST）。同時該地設有夏令時間，為UTC-6調快一小時，即UTC-5（CDT）。